# 中国国际政治季刊
《中国国际政治季刊》（英語：The Chinese Journal of International Politics）成立于2006年，2012年进入社會科學引文索引（SSCI），主编为清华大学教授阎学通。它是由牛津大学出版社出版的同行评议学术季刊，旨在研究基于现代方法论、历史研究和政策导向研究的国际关系。它的大多数文章要么与中国有关，要么对中国外交政策有影响。
阎学通于2014年4月22日在该期刊第2期上发表的文章《从韬光养晦到奋发有为》（From Keeping a Low Profile to Striving for Achievement）首次提出了国际关系“道义现实主义”。